# Gouverneurswahl in Kalifornien 2006
Die Gouverneurswahl in Kalifornien 2006 fand am 7. November 2006 statt. Die Vorwahlen fanden am 6. Juni 2006 statt. Der amtierende republikanische Gouverneur, Arnold Schwarzenegger, wurde für seine erste und einzige volle Amtszeit wiedergewählt.

## Vorwahl
Wie bei vielen Wahlen in den USA üblich, bestimmen die Wähler zunächst im Rahmen einer Vorwahl (Primary) jenen Kandidaten, der bei der eigentlichen Wahl als einziger für seine jeweilige Partei gegen die Kandidaten der anderen Parteien antritt.

### Vorwahl der Republikaner
| Kandidaten                                                  | Parteien               | Stimmen   | %    |
| ----------------------------------------------------------- | ---------------------- | --------- | ---- |
| Arnold Schwarzenegger                                       | Republikanische Partei | 1.724.296 | 90,0 |
| Robert C. Newman II                                         | Republikanische Partei | 68.663    | 3,6  |
| Bill Chambers                                               | Republikanische Partei | 65.488    | 3,4  |
| Jeffrey R. Burns                                            | Republikanische Partei | 57.652    | 3,0  |
| Gesamt                                                      | Gesamt                 | 1.916.099 | 100  |
|                                                             |                        |           |      |
| Quelle: Office of the Secretary of State, Statement of vote |                        |           |      |

### Vorwahl der Demokraten
| Kandidaten                                                  | Parteien             | Stimmen   | %    |
| ----------------------------------------------------------- | -------------------- | --------- | ---- |
| Phil Angelides                                              | Demokratische Partei | 1.202.884 | 48,0 |
| Steve Westly                                                | Demokratische Partei | 1.081.971 | 43,2 |
| Barbara Becnel                                              | Demokratische Partei | 66.550    | 2,7  |
| Joe Brouillette                                             | Demokratische Partei | 42.077    | 1,7  |
| Michael Strimling                                           | Demokratische Partei | 35.122    | 1,4  |
| Frank A. Macaluso, Jr.                                      | Demokratische Partei | 30.871    | 1,2  |
| Vibert Greene                                               | Demokratische Partei | 25.747    | 1,0  |
| Jerald Robert Gerst                                         | Demokratische Partei | 21.039    | 0,8  |
| Gesamt                                                      | Gesamt               | 2.506.261 | 100  |
|                                                             |                      |           |      |
| Quelle: Office of the Secretary of State, Statement of vote |                      |           |      |

## Gouverneurswahl
Die Gouverneurswahl fand am 7. November 2006
| Kandidaten                                                  | Kandidaten            | Parteien                   | Stimmen    | %    |
| ----------------------------------------------------------- | --------------------- | -------------------------- | ---------- | ---- |
|                                                             | Arnold Schwarzenegger | Republikanische Partei     | 4.850.157  | 55,7 |
|                                                             | Phil Angelides        | Demokratische Partei       | 3.376.732  | 38,8 |
|                                                             | Peter Camejo          | Green Party                | 205.995    | 2,4  |
|                                                             | Art Olivier           | Libertarian Party          | 114.329    | 1,3  |
|                                                             | Carlos Alvarez        | Peace and Freedom Party    | 69.934     | 0,8  |
|                                                             | Edward Noonan         | American Independent Party | 61.901     | 0,7  |
|                                                             | –                     | Write-ins                  | 368        | 0,0  |
| Gesamt                                                      | Gesamt                | Gesamt                     | 8.701.965  | 100  |
|                                                             |                       |                            |            |      |
| Ungültige Stimmen                                           | Ungültige Stimmen     | Ungültige Stimmen          | 197.094    | 2,2  |
| Wähler                                                      | Wähler                | Wähler                     | 8.899.059  | 56,2 |
| Wahlberechtigte                                             | Wahlberechtigte       | Wahlberechtigte            | 15.837.108 |      |
|                                                             |                       |                            |            |      |
| Quelle: Office of the Secretary of State, Statement of vote |                       |                            |            |      |